# Karol Ziarno
Karol Ziarno ps. „Sikora” (ur. 21 września 1900 w Pysznicy, zm. 21 czerwca 1944 w Jaśle) – polski nauczyciel, pedagog, podporucznik rezerwy piechoty Wojsko Polskiego, organizator i wizytator tajnego nauczania podczas II wojny światowej.

## Życiorys
Pochodził z rodziny chłopskiej, był synem Stefana i Marianny z domu Sikora, miał brata bliźniaka o imieniu Józef. Urodził się 21 września 1900 w Pysznicy. Tam uczęszczał do szkoły, gdzie jego nauczycielką była Maria Bourdon. Był uczniem założonego w 1912 Prywatnego Gimnazjum Realnego w Nisku do 1914, ponownie od 1915, gdzie ukończył V klasę, po czym kontynuował edukację w Przemyślu, gdzie w 1920 zdał egzamin dojrzałości. Został przyjęty do Wojska Polskiego i podczas wojny polsko-bolszewickiej w 1920 służył ułanach. Po wojnie studiował historię i nauki społeczne na Wydziale Filozoficznym Uniwersytetu Jana Kazimierza we Lwowie, które ukończył na przemianowanym w międzyczasie Wydziale Humanistycznym UJK. Podczas studiów udzielał się w ruchu młodzieży ludowej.
Podjął pracę nauczyciela gimnazjalnego, prawdopodobnie w Chełmży. Pracując jako nauczyciel publicznej szkoły powszechnej w Wejherowie, został mianowany prowizorycznym zastępcą inspektora szkolnego na powiat morski z dniem 1 października 1932. W okresie II Rzeczypospolitej pełnił funkcję inspektora szkolnego w Brodnicy, w Wejherowie. Został także dyrektorem gimnazjum na Pomorzu. W Wojsku Polskim został awansowany do stopnia podporucznika rezerwy piechoty ze starszeństwem z 1 września 1931. W 1934 jako rezerwy był przydzielony do 66 Pułku Piechoty w garnizonie Chełmno i pozostawał wówczas w ewidencji Powiatowej Komendy Uzupełnień Gdynia.
Po wybuchu II wojny światowej i kampanii wrześniowej pracował jako nauczyciel w Horohoryniu. Przebywał na obszarze Wołynia. Po ataku Niemiec na ZSRR w połowie 1941 został aresztowany, po czym zbiegł z transportu. W okresie okupacji niemieckiej początkowo działał w konspiracji w Warszawie, gdzie od 1941 był referentem opieki nad dzieckiem w delegaturze warszawskiej Rady Głównej Opiekuńczej, a od wiosny 1942 pracował w Departamencie Oświaty i Kultury Delegatury Rządu na Kraj. Czasowo przebywał także w rodzinnej Pysznica podejmując tam działalność konspiracyjną. Z uwagi na możliwość zidentyfikowania (radcą szkolnym, Schulratem, został skonfliktowany z nim przed 1939 niemiecki nauczyciel) zmienił tożsamość na nazwisko „Sikora”. Zagrożony aresztowaniem przybył do Krakowa. Od 1942 był referentem organizacyjnym w Kuratorium Oświaty i Kultury w Okręgowym Kierownictwie Oświaty i Kultury, od czerwca 1942 był zastępcą kierownika i pierwszym referentem w Krakowskim Okręgowym Biurze Szkolnym (OBS, także jako Biuro Oświatowe w Krakowie) (w konspiracji pod kryptonim „Szkolnica”, którego szefem był Józef Smoleń) wypełniając funkcję wizytatora na wszystkie powiaty dystryktu krakowskiego (w tym czasie podróżował w charakterze handlarza, zaś podczas wizytacji dokonywał gromadzenia danych liczbowych, organizacyjnych i statystycznych). Współorganizował tajne władze oświatowe we wschodniej części konspiracyjnego Okręgu Szkolnego Krakowskiego utrzymując kontakty z Powiatowymi Komisjami Oświaty i Kultury (PKOiK). Był czołowym twórcą tzw. „akcji gminnej” w 1942.
Podczas wykonywania swoich obowiązków za pośrednictwem działacza SL Henryka Stankiewicza latem 1942 odwiedził ziemię sanocką, gdzie mianował Powiatową Tajną Komisję Oświaty i Kultury, do składu której weszli dr Zofia Skołozdro ps. „Orlińska” (przewodnicząca), Józef Stachowicz ps. „Halban” (zastępca przewodniczącej) i Tadeusz Chmielewski ps. „Dzik”, oraz udzielając im pełnomocnictw, instrukcji, wytycznych a także książki i środki finansowe (np. odnośnie do powołania Komisji Egzaminacyjnej). W późniejszym czasie przybywał w te rejony regularnie dokonując wizytacji (ponadto wizytował też np. Przemyśl, Jarosław, powiaty krakowskie, powiat niżański).
W pierwszej połowie 1944 został zatrzymany przez Niemców podczas przewożenia gotówki, pobity przez nich i zwolniony (sprawa nie została przekazana do gestapo). Miał żonę Zofię z domu Czosnykowską (1902–1991) i córkę Danutę (ur. 1934), które podczas jego działalności przebywały w Brzostku. Podczas odwiedzin ich tamże, został postrzelony w trakcie pacyfikacji wsi ok. 21-22 czerwca 1944 i według różnych źródeł zmarł w transporcie do szpitala w Jaśle lub w samym szpitalu po kilkunastu godzinach (zginął wówczas jego teść).
Został pochowany w mogile zbiorowej ofiar terroru z 1944 położonej na cmentarzu w Brzostku.